# Werner Helbig
Werner Helbig (* 2. Mai 1922 in Dresden; † 5. Februar 1986) war ein deutscher Politiker der FDP.

## Leben und Beruf
Werner Helbig besuchte die Volksschule und absolvierte eine Bäckerlehre. Später war er Metallarbeiter. Er war Mitglied der IG Metall. Vorsitzender der Kreisgruppe des Deutschen Paritätischen Wohlfahrtsverbandes war er von März 1964 bis Dezember 1973. Er war Beigeordneter und Leiter des Sozialdezernats der Stadt Solingen von 1973 bis September 1980.

## Politik
Werner Helbig war ab 1946 Mitglied der FDP. Als Kreisvorsitzender der FDP war er ab 1959 tätig. Ratsherr der Stadt Solingen war er von Dezember 1952 bis Oktober 1973 und als Bürgermeister der Stadt Solingen wirkte er von November 1969 bis Oktober 1973.
Helbig fungierte als Mitglied im Landesbeirat für Immissionsschutz und als Mitglied im Kuratorium der Stiftung Haus des Deutschen Ostens. Als Mitglied der Landschaftsversammlung Rheinland wirkte er von 1967 bis 1973.
Werner Helbig war vom 26. Juli 1970 bis zum 27. Mai 1975 Mitglied des 7. Landtages von Nordrhein-Westfalen, in den er über die Landesliste einzog. Im Landtag war er von Juli 1970 bis Mai 1975 stellvertretender Vorsitzender der FDP-Landtagsfraktion.

## Ehrungen
- 1971: Ehrenring der Stadt Solingen[1]
- 1972: Verdienstkreuz 1. Klasse der Bundesrepublik Deutschland
- 1979: Großes Verdienstkreuz der Bundesrepublik Deutschland